# Natos generalsekreterare
Natos generalsekreterare är ordförande för Nordatlantiska rådet som är det högsta beslutande organet inom försvarsalliansen Nato. 
Generalsekreteraren är Natos högsta befattning och fungerar som försvarsalliansens främsta representant och talesperson. Generalsekreteraren är ordförande för nästan samtliga kommittéer inom Nato med undantag av militärkommittén där medlemsstaterna representeras av sina försvarschefer och väljer en ordförande bland dessa.
Mark Rutte är generalsekreterare för Nato sedan den 1 oktober 2024.

## Roll
Ämbetet som Natos generalsekreterare innebär att denne har framför allt tre roller:
- Ordförande för Nordatlantiska rådet, Nuclear Planning Group och Euro-Atlantic Partnership Council;[2]
- Talesperson och representant för Nato;[2]
- Chef för den internationella staben vid Nato-högkvarteret i Bryssel.[2]

Generalsekreteraren utses av medlemsländerna på en ämbetsperiod som vanligen är 4 år.
Generalsekreteraren har ingen befälsrätt över medlemsstaternas väpnade styrkor utan alla beslut om Nato-insatser fattas enhälligt i Nordatlantiska rådet av medlemsstaterna. I Nordatlantiska rådet representeras medlemsstaterna vanligen av sina permanenta representanter med ambassadörs rang, men vid särskilda tillfällen kan dess talan föras direkt av dess utrikesminister, försvarsminister eller regeringschef (vid de senare brukar dessa benämnas som toppmöten).

## Lista över Natos generalsekreterare
Enligt en oskriven tradition är generalsekreteraren aldrig en amerikan eftersom alliansens viktigaste militära ämbete, Supreme Allied Commander Europe (SACEUR), alltid innehas av en amerikansk general eller amiral.
Vanligen utses någon från medlemsstaterna till befattningen som tidigare har varit antingen försvarsminister, utrikesminister eller regeringschef.
| Nr | Porträtt | Namn                                  | Ämbetsperiod                     | Nationalitet | Tidigare ämbete                                                   | Ref   |
| -- | -------- | ------------------------------------- | -------------------------------- | ------------ | ----------------------------------------------------------------- | ----- |
| 1  |          | Hastings Ismay, 1:e baron Ismay       | 4 april 1952–16 maj 1957         | GBR          | Brittisk yrkesmilitär Storbritanniens samväldesminister 1951–1952 | [ 4 ] |
| 2  |          | Paul-Henri Spaak                      | 16 maj 1957–21 april 1961        | BEL          | Belgiens premiärminister 1938–1939, 1946 och 1947–1949            | [ 4 ] |
| 3  |          | Dirk Stikker                          | 21 april 1961–1 augusti 1964     | NLD          | Nederländernas utrikesminister 1948–1952                          | [ 4 ] |
| 4  |          | Manlio Brosio                         | 1 augusti 1964–1 oktober 1971    | ITA          | Italiensk yrkesdiplomat                                           | [ 4 ] |
| 5  |          | Joseph Luns                           | 1 oktober 1971–25 juni 1984      | NLD          | Nederländernas utrikesminister 1956–1971                          | [ 4 ] |
| 6  |          | Peter Carington, 6:e baron Carrington | 25 juni 1984–1 juli 1988         | GBR          | Storbritanniens utrikesminister 1979–1982                         | [ 4 ] |
| 7  |          | Manfred Wörner                        | 1 juli 1988–13 augusti 1994      | DEU          | Tysklands försvarsminister 1982–1988                              | [ 4 ] |
| 8  |          | Willy Claes                           | 17 oktober 1994–20 oktober 1995  | BEL          | Belgiens utrikesminister 1992–1994                                | [ 4 ] |
| 9  |          | Javier Solana                         | 5 december 1995–6 oktober 1999   | ESP          | Spaniens utrikesminister 1992–1995                                | [ 4 ] |
| 10 |          | George Robertson                      | 14 oktober 1999–17 december 2003 | GBR          | Storbritanniens försvarsminister 1997–1999                        | [ 4 ] |
| 11 |          | Jaap de Hoop Scheffer                 | 1 januari 2004–1 augusti 2009    | NLD          | Nederländernas utrikesminister 2002–2003                          | [ 4 ] |
| 12 |          | Anders Fogh Rasmussen                 | 1 augusti 2009–30 september 2014 | DEN          | Danmarks statsminister 2001–2009                                  | [ 4 ] |
| 13 |          | Jens Stoltenberg                      | 1 oktober 2014–30 september 2024 | NOR          | Norges statsminister 2000–2001 och 2005–2013                      | [ 4 ] |
| 14 |          | Mark Rutte                            | 1 oktober 2024–                  | NLD          | Nederländernas premiärminister 2010–2024                          |       |